# 庭长夫人
《庭长夫人》（西班牙語：La Regenta）是西班牙文学评论家、小说家莱奥波尔多·阿拉斯的长篇小说。
小说分为两部分，第一部分的十五章节主要描写了费尔明（Fermín de Pas）的宗教野心和对安娜（Ana Ozores）的爱。而安娜虽是忠实的女人，却逐渐被阿尔瓦罗（Álvaro de Mesía）和费尔明吸引。第二部分的十五章节叙述了庭长死于与阿尔瓦罗的决斗，安娜则被大家抛弃，成为悲剧的牺牲品。
《庭长夫人》具有明显的自然主义特征，充斥着大量的人物心理描写，该作品将每一个具有复杂性格的人物都完美的展现在了读者的眼前。